# 784
784 (DCCLXXXIV) je bilo prestopno leto, ki se je po julijanskem koledarju začelo na četrtek.

## Dogodki
- konec japonskega obdobja Nara (začetek 645).